# باد شرجی (هرمزگان)
باد شرجی یا باد ( شرقی ) یکی از بادهای معروف در منطقهٔ در جنوب ایران و حاشیه خلیج فارس  است.
باد شرجی (شرقی) بادیست تابستانی که از بادهای بسیار نامطلوب سواحل شمالی خلیج فارس محسوب می‌شود، در فصل تابستان می‌وزد و پس از برخورد به سطح دریا، رطوبت فراوانی را همراه می‌آورد و نم نسبی هوا را به شدت افزایش می‌دهد. این باد گاهی با ابر و مه همراه است و در برخی نواحی نیز موجب بارندگی می‌شود.